# Couronne royale de Bavière
La couronne royale de Bavière est un attribut de royauté utilisé par les rois de Bavière entre 1806 et 1918. Faisant partie des joyaux de la couronne de Bavière, elle peut aujourd'hui être observée à la résidence de Munich, ancienne demeure royale.

## Histoire
Dès son accession au trône de Bavière en 1799, l'électeur Maximilien IV décide de soutenir politiquement et militairement la France de Napoléon Bonaparte, alors tout juste consul. Cette politique se montre payante, puisque après la disparition du Saint-Empire, la Bavière devient un royaume par le traité de Presbourg et Maximilien IV devient Maximilien Ier, premier roi de Bavière.
Dès sa proclamation royale le premier janvier 1806, Maximilien passe commande auprès d'artisans parisiens pour une couronne, un orbe, un sceptre, une épée et un conteneur de sceau pour le roi, ainsi que d'une couronne pour la reine consort, le tout pour plus de 250 000 gulden (dont 94 505 pour la seule couronne royale). La fabrication de la couronne a notamment vu la participation du dessinateur Charles Percier (pour le projet) et de l'orfèvre Martin-Guillaume Biennais (pour la réalisation).
Les événements politiques de l'époque ayant empêché la tenue d'une cérémonie de couronnement, aucun roi de Bavière ne portera la couronne lors d'événements officiels. Lors de l'accession d'un nouveau souverain sur le trône, la couronne était simplement posée au pied du trône sur un coussin portant les armoiries bavaroises. Elle était aussi posée sur le catafalque royal après le décès du monarque, comme ce fut le cas lors de sa dernière utilisation publique, lors des funérailles officielles de Louis III en 1921.

## Description

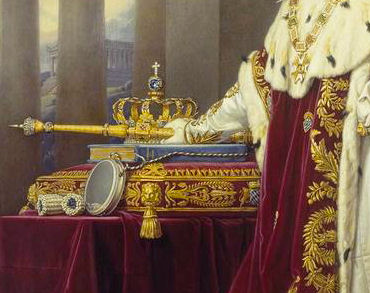
Détail du portrait de Louis Ier de Bavière par Joseph Karl Stieler (1826)

Mesurant 20 centimètres de diamètre et 25 centimètres de haut, la couronne est d'abord composée d'une base en or serti d'un double rang de perles. Les arches portent quant à elles de nombreux diamants, rubis, saphirs et émeraudes ainsi que des ornements en forme de feuille d'acanthe. Un globe fait de petits diamants losanges surmonte l'ensemble, tout en portant lui aussi un décor en or et plusieurs rubis.
À l'origine, le diamant Wittelsbach (d'une valeur de 300 000 gulden) était encastré dans le globe au sommet. Seulement, en 1931, les Wittelsbach connaissent des soucis financiers et décident de mettre le diamant bleu aux enchères chez Christie's. La pierre aujourd'hui présente sur la couronne est donc une copie de celle d'origine.